# Teodorico IV
Teodorico IV (Thierry en francés) fue rey de los francos entre 721 y 737.
Hijo de Dagoberto III, después de la muerte de su padre en el año 715, fue recluido en el monasterio de Chelles. Sin embargo, una vez muerto Chilperico II sin herederos, en 721 el mayordomo de palacio Carlos Martel lo trajo de la abadía y lo proclamó rey de Francia.
Durante su reinado, el reino estuvo controlado por Carlos Martel, quien en 732 detuvo el avance musulmán en la batalla de Poitiers. Tras Teodorico IV, los mayordomos de palacio dejarán de nombrar más monarcas: queda abierta la veda para que se institucionalice la dinastía que pasará a la Historia como carolingia.